# Exxon Valdez
La Exxon Valdez è stata una superpetroliera di proprietà della Exxon. Il 24 marzo 1989 la nave si incagliò in una scogliera dello stretto di Prince William, un'insenatura del golfo dell'Alaska, disperdendo in mare 40,9 milioni di litri di petrolio. Dopo questo incidente fu rinominata Sea River Mediterranean.

## La nave
La nave, lunga 300 m larga 50 m e con un pescaggio di 27 m, aveva lo scafo in acciaio, pesava 30.000 tonnellate, disponeva di un motore diesel da 31.650 cavalli vapore (24 MW) e poteva trasportare fino a 1,48 milioni di barili (200.000 t) di petrolio ad una velocità di 16,25 nodi (30 km/h). È stata costruita a San Diego, consegnata alla Exxon nel dicembre 1986 e destinata al trasporto del petrolio dal terminal dell'oleodotto del consorzio Alyeska situato a Valdez, in Alaska, negli Stati Uniti.

## L'incidente

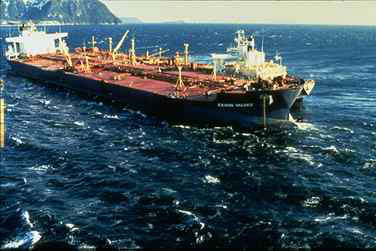
La Exxon Valdez nello stretto di Prince William, 1989

Il 24 marzo 1989 la petroliera lasciò il terminal di Valdez in direzione sud, attraversando lo stretto di Prince William carica di petrolio. Il comandante chiese al locale comando della guardia costiera di cambiare rotta per evitare alcuni piccoli iceberg. Per una serie di equivoci nella linea di comando vi fu un cambio di rotta effettuato troppo lentamente e la nave urtò contro una scogliera (Bligh Reef), disperdendo nell'ambiente circa 42.000 m³ di greggio e inquinando 1.900 km di coste.
Migliaia di animali morirono a causa della fuoriuscita, la stima fu di 250.000 uccelli marini, 2.800 lontre, 300 foche, 250 aquile di mare testabianca, 22 orche e miliardi di uova di salmone e aringa. I danni ambientali che ne conseguirono costrinsero il governo degli Stati Uniti a rivedere i requisiti di sicurezza delle petroliere e ad assegnare i costi delle operazioni di pulizia della costa alle compagnie petrolifere.
Nel 1991 la Exxon fu condannata in sede civile e penale per oltre un miliardo di dollari, il maggior risarcimento fino ad allora mai registrato per un disastro industriale (superato nel 2012 con i 4,5 miliardi pagati dalla BP per l'incidente della Deepwater Horizon). Le operazioni di ripulitura delle coste costarono alla Exxon circa 2 miliardi di dollari, coperti in gran parte delle assicurazioni.
L'incidente alla petroliera ha rappresentato uno tra i maggiori disastri per l'ecosistema, sebbene sia stato - per gravità - assai inferiore al disastro provocato dall'incendio della piattaforma Ixtoc 1 nel Golfo del Messico nel marzo 1979 e a quello della Deepwater Horizon.

## Attività successiva
Dopo l'incidente la nave venne riparata, e nei primi anni '90 tornò in attività, col divieto di entrare nello stretto di Prince William, ed avendo mutato il nome in Exxon Mediterranean. Successivamente cambiò ancora nome e proprietario, divenendo via via SeaRiver Mediterranean, S/R Mediterranean e Mediterranean nel 2005, essendo utilizzata in Europa, Medio Oriente ed Asia.
Nel 2008 venne acquistata da una società di Hong Kong che la ribattezzò Dong Fang Ocean e la trasformò da petroliera a nave mercantile. Il 29 novembre 2010 la Dong Fang Ocean entrò in collisione con un'altra nave, nel Mar Cinese Meridionale. Entrambi i bastimenti subirono gravi danni e dovettero essere rimorchiati in porto.
Nel marzo 2012 la nave venne venduta come rottame ad una ditta di Singapore. Cambiò di mano diverse volte fino ad arrivare ad una ditta indiana che la rinominò, per l'ennesima volta, Oriental Nicety. Dopo una serie di azioni legali, dovute al fatto che i nuovi proprietari volevano farla riprendere a navigare, venne portata in bacino, nel porto di Alang il 2 agosto 2012, dove venne smantellata.

## Nella cultura di massa
- Nel film Waterworld, del 1995, Joseph Hazelwood (il capitano alla guida della petroliera durante l'incidente) è il santo patrono del cattivo del film: "Il Diacono", leader degli "Smokers" una banda di predoni marini che viaggia su di una petroliera. La nave è la Exxon Valdez, come si vede scritto a poppa al momento del suo affondamento (anche se all'epoca in cui fu girato il film aveva già cambiato il nome in SeaRiver Mediterranean). Nel film il ritratto di Hazelwood è nella cabina di pilotaggio della nave e Il Diacono si rivolge a lui come San Joe. Apparentemente a bordo della petroliera è ancora presente una riserva di alcol, visto che Il Diacono nelle scene prima della distruzione della nave, ha in mano una vecchia bottiglia di Jack Daniel's; forse in riferimento alle accuse dell'ubriachezza di Hazelwood al momento dello sversamento.[6].
- Nella canzone di Zucchero Fornaciari Madre dolcissima, uscita nella primavera 1989 nell'album Oro, incenso e birra, prima che inizi il brano, si sente in sottofondo la registrazione di un notiziario che parla del disastro ambientale della Exxon Valdez.